# 콘라트 1세 (폴란드)

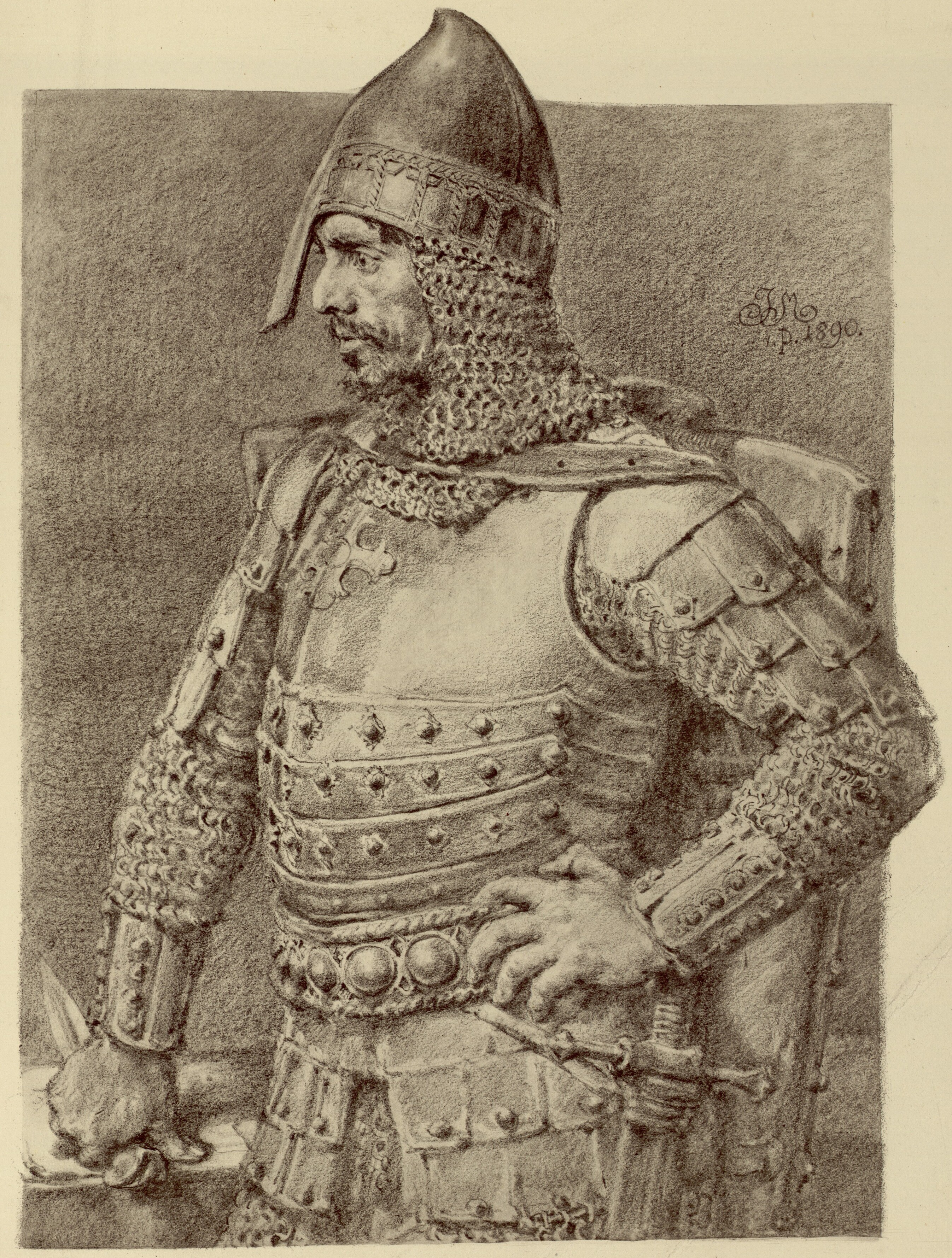
폴란드 고공 콘라트 1세

콘라트 1세(폴란드어: Konrad I, 1187년 또는 1188년 ~ 1247년 8월 31일)는 폴란드 고공(재위: 1229년 ~ 1232년, 1241년 ~ 1243년)이다.

## 생애
카지미에시 2세 고공의 막내 아들이며 그의 어머니는 보헤미아 공작 콘라트 1세의 손자 즈노이모 공작 콘라트 2세의 딸인 헬레나 즈노옘스카이다. 1194년 아버지가 사망하면서 어머니인 헬레나의 손에서 자랐고 1199년에는 마조프셰를, 1202년에는 쿠야비를 상속받았다. 1194년부터 1247년까지 마조프셰 공작을 역임했다.
1209년 교황 인노첸시오 3세의 승인을 받은 십자군을 이끌고 이교도가 거주했던 프로이센으로 원정에 나섰지만 실패하고 만다. 1219년, 1222년에도 프로이센 원정에도 나섰지만 모두 실패했다. 1226년에는 튜턴 기사단을 초청하여 프로이센 정복에 나섰다. 튜턴 기사단은 1211년부터 1225년까지 헝가리를 지원했지만 교황을 자신들의 첫 주인으로 삼았기 때문에 헝가리 국왕이었던 언드라시 2세의 미움을 사서 헝가리에서 추방당했다.
튜턴 기사단은 프로이센을 정복한 대가로 콘라트 1세에게 프로이센을 공동으로 소유할 권리를 인정해 줄 것을 요구했다. 이 권리는 1226년 3월 신성 로마 제국의 황제였던 프리드리히 2세의 리미니 금인칙서를 통해 승인되었다.
이후 콘라트는 사촌(같은 피아스트가문원)이자 폴란드 고공 비엘코폴스카의 브와디스와프 3세 라스코노기와 함께 장자령(크라쿠프 공국, 폴란드 고공 직할령)을 둘러싼 분쟁에 승리하여 1229년 폴란드 고공위에 오른다. 하지만 그들의 친척인 실롱스크의 헨리크 1세 브로다티는 1232년 크라쿠프에서 고공위를 찬탈하여 콘라트의 지배영역을 다시 마조프셰로 국한시켰다. 1241년 레그니차 전투에서 브로다티의 아들 고공 헨리크 2세 포보주니가 살해되자 콘라드는 헨리크 2세의 아들 볼레스와프 로가트카를 몰아내고 다시 한번 장자령을 차지했으나, 2년 후인 1243년 형 레셰크의 아들인 조카 볼레스와프 5세 프스티들리비에 의해 제기된 고공위 권리 주장에 굴복해야 했다.